# Géographie de l'Arménie
La géographie de l'Arménie, pays du Caucase du Sud, se caractérise par sa situation au nord-est du haut-plateau arménien et par ses chaînes montagneuses très élevées. Près de 90 % du territoire se situe à plus de mille mètres d'altitude. Son point culminant historique est le mont Ararat et ses 5 160 mètres jusqu'en 1918 ; depuis, le mont Ararat se trouve en Turquie. Le point culminant actuel est le mont Aragats dans le marz d'Aragatsotn et ses 4 090 mètres. L'Arménie est située au cœur d'une zone qui connaît une grande activité sismique. Le dernier grand tremblement de terre a fait trente mille morts en 1988.
Le paysage arménien se caractérise également par ses lacs, notamment le lac Sevan, un grand lac de 1 262,2 km2 situé à 60 km à l'est d'Erevan, la capitale.
Le climat est continental, la végétation est rare et encore limitée par la déforestation.
Sa géographie humaine est caractérisée par sa division en dix régions ou marz, auxquelles s'ajoute la capitale Erevan. Ces régions sont divisées en 926 communautés (48 communautés urbaines et 865 communautés rurales), à leur tour subdivisées en mille localités.

## Géographie physique

### Géomorphologie
L'Arménie moderne est située sur la partie nord-est du haut-plateau arménien, là où il tend à se confondre avec le Petit Caucase. 76,5 % du pays est situé entre 1 000 et 2 500 m ; l'altitude maximale est de 4 090 m (Aragats) et l'altitude minimale de 375 m (canyon du Debed).
Les dix plus hauts sommets sont :
- Aragats : 4 090 m ;
- Kaputjugh : 3 906 m ;
- Ajdahak : 3 598 m, dans le Gegham ;
- Spitakasar : 3 555 m ;
- Ishkhanasar : 3 552 m ;
- Vardenis : 3 522 m ;
- Aramasar : 3 392 m ;
- Baghatssar : 3 250 m ;
- Khustup : 3 214 m ;
- Legli : 3 157 m.

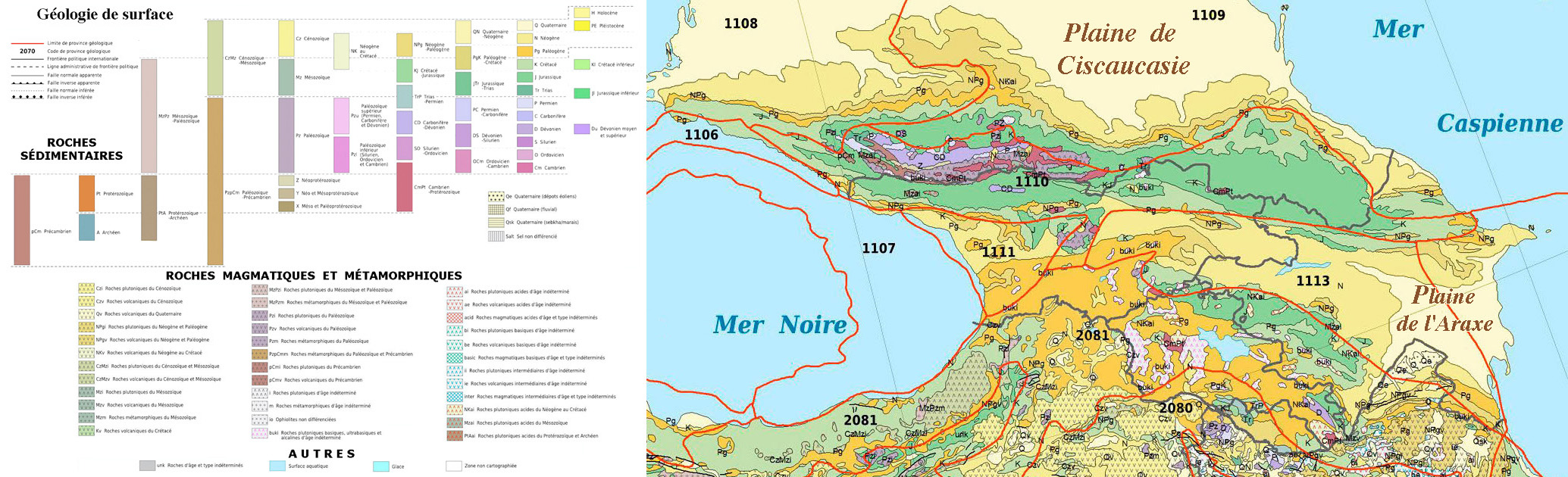
Géologie de l'Arménie et du Caucase
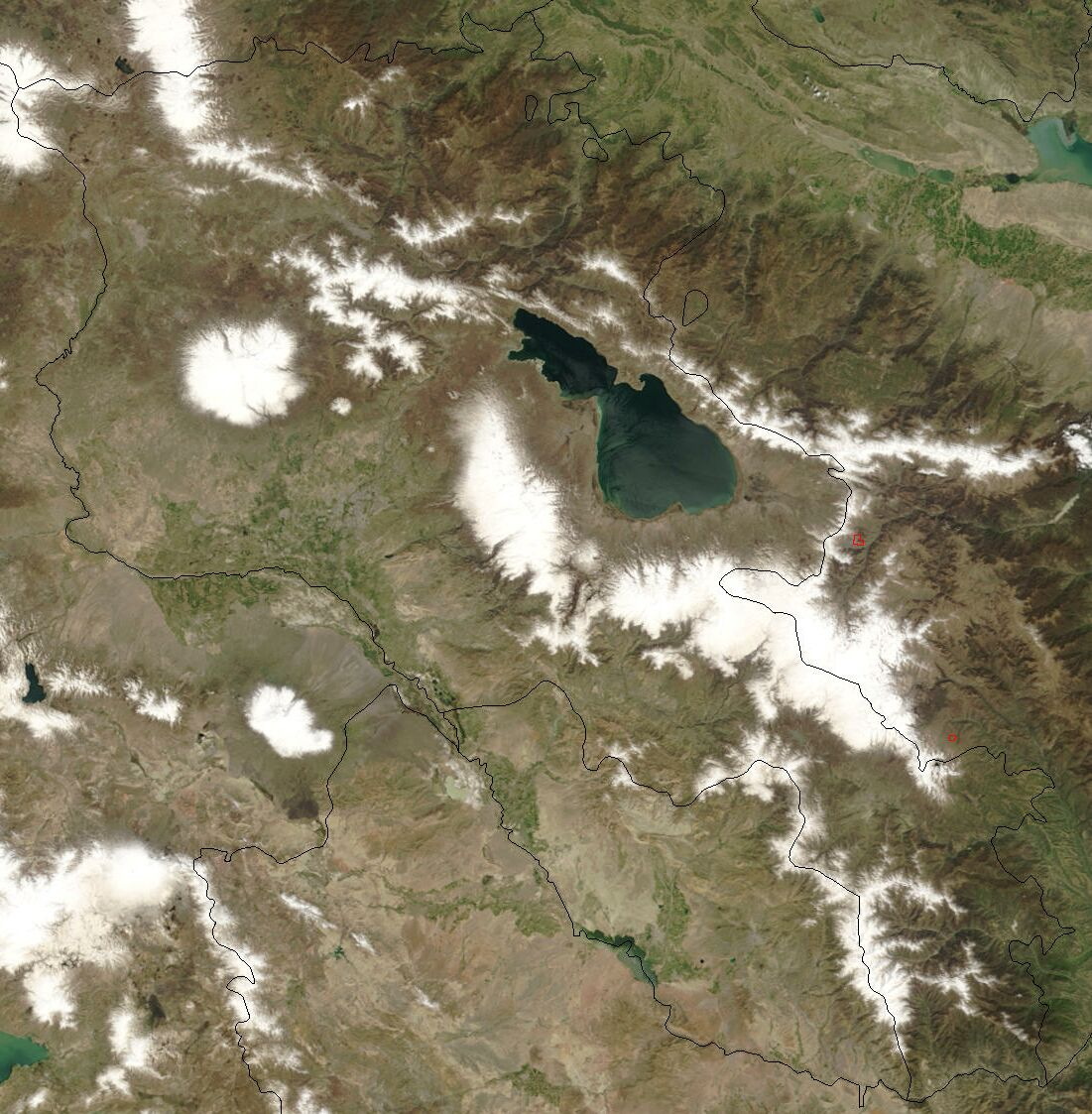
Photographie satellite.
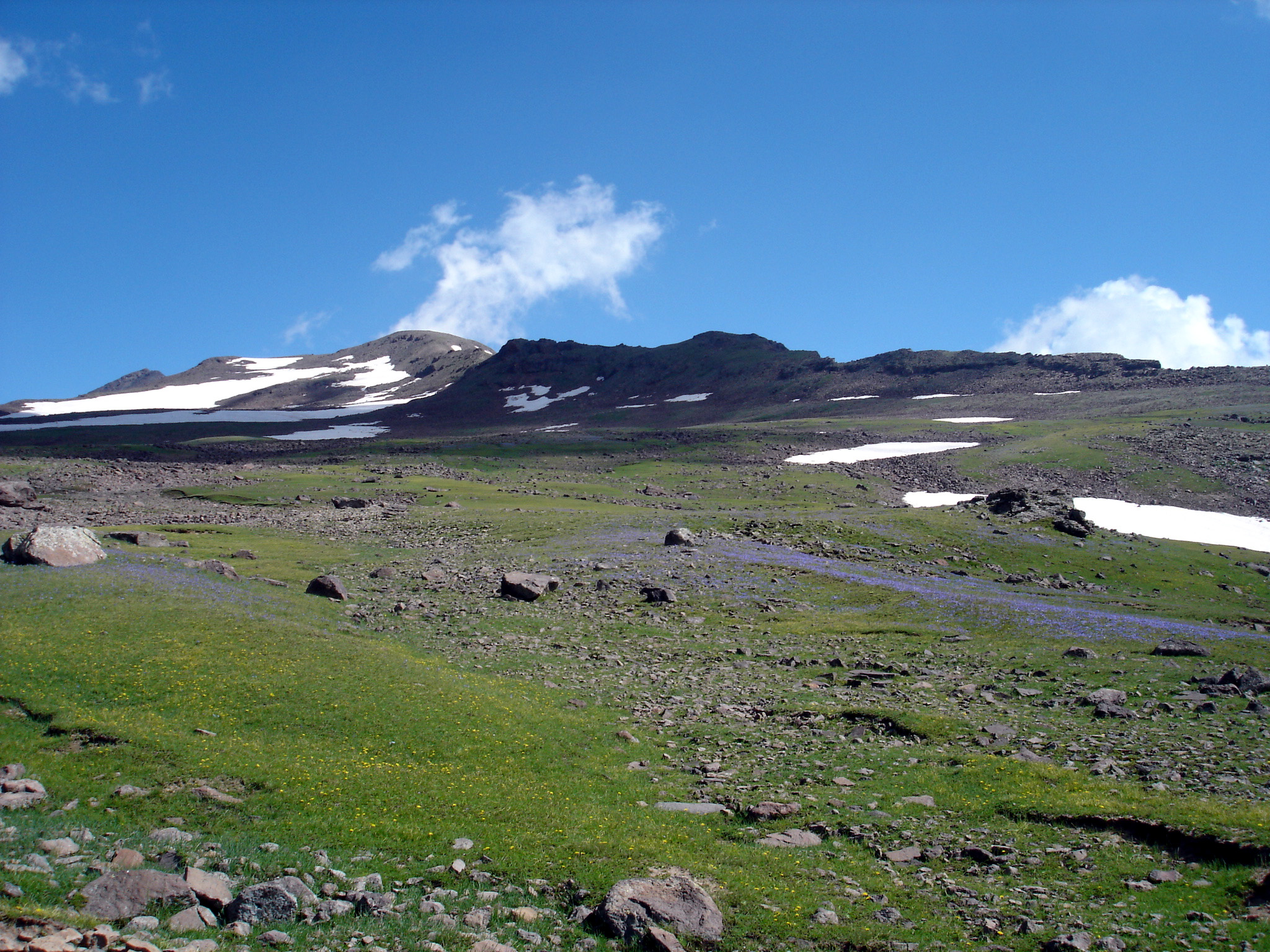
L'Aragats.
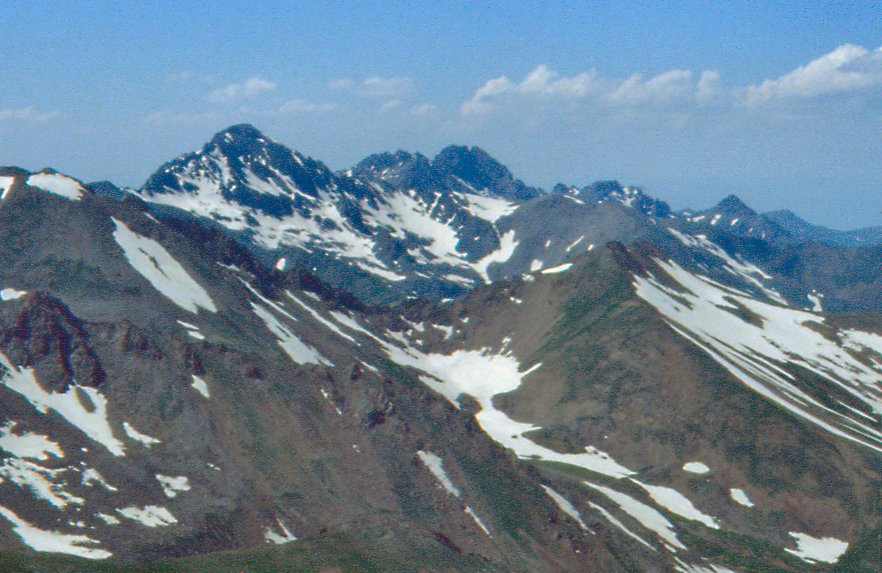
Le Kaputjugh.
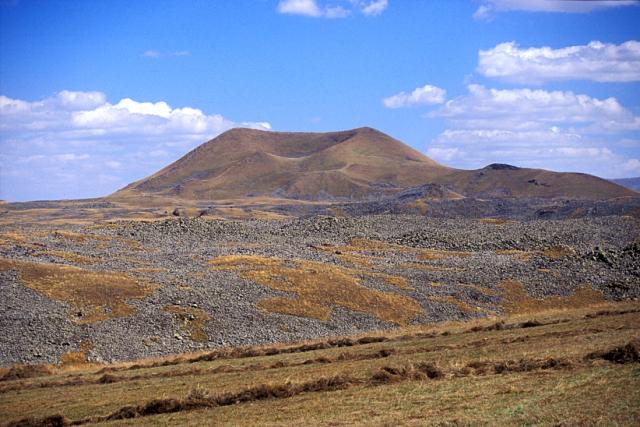
Le Porak.

Le pays compte plusieurs volcans, dont l'Aragats et le Porak et de nombreux volcans éteints. Les sols d'origine volcanique sont fréquents, donnant parfois des paysages spectaculaires, orgues basaltiques dans la région de Djermouk par exemple ou habitat troglodytique creusé dans les tufs comme à Khndzoresk. Les cendres volcaniques donnent aussi des sols riches qui sont un atout pour l'agriculture arménienne.

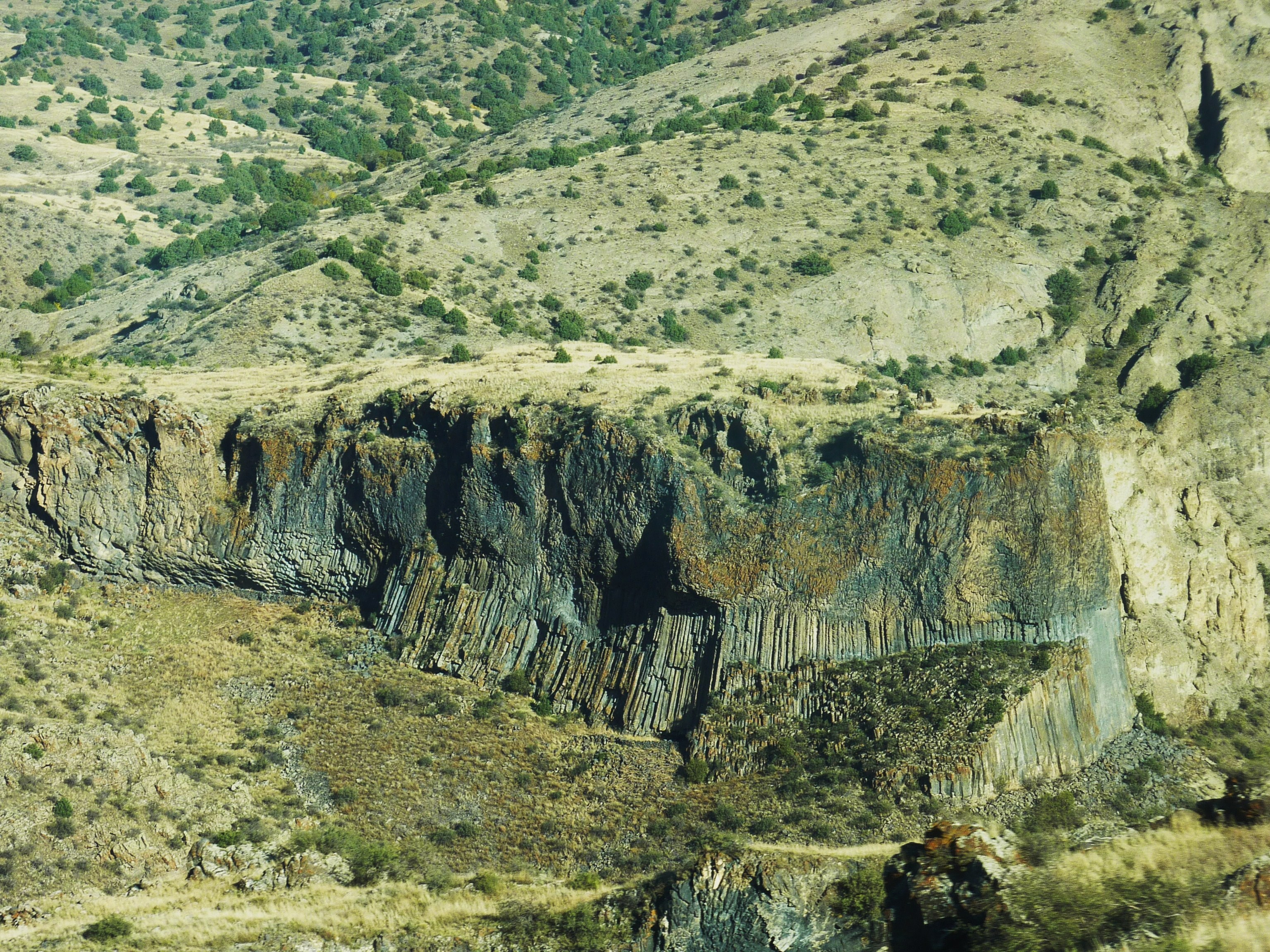
Orgues basaltiques près de Djermouk
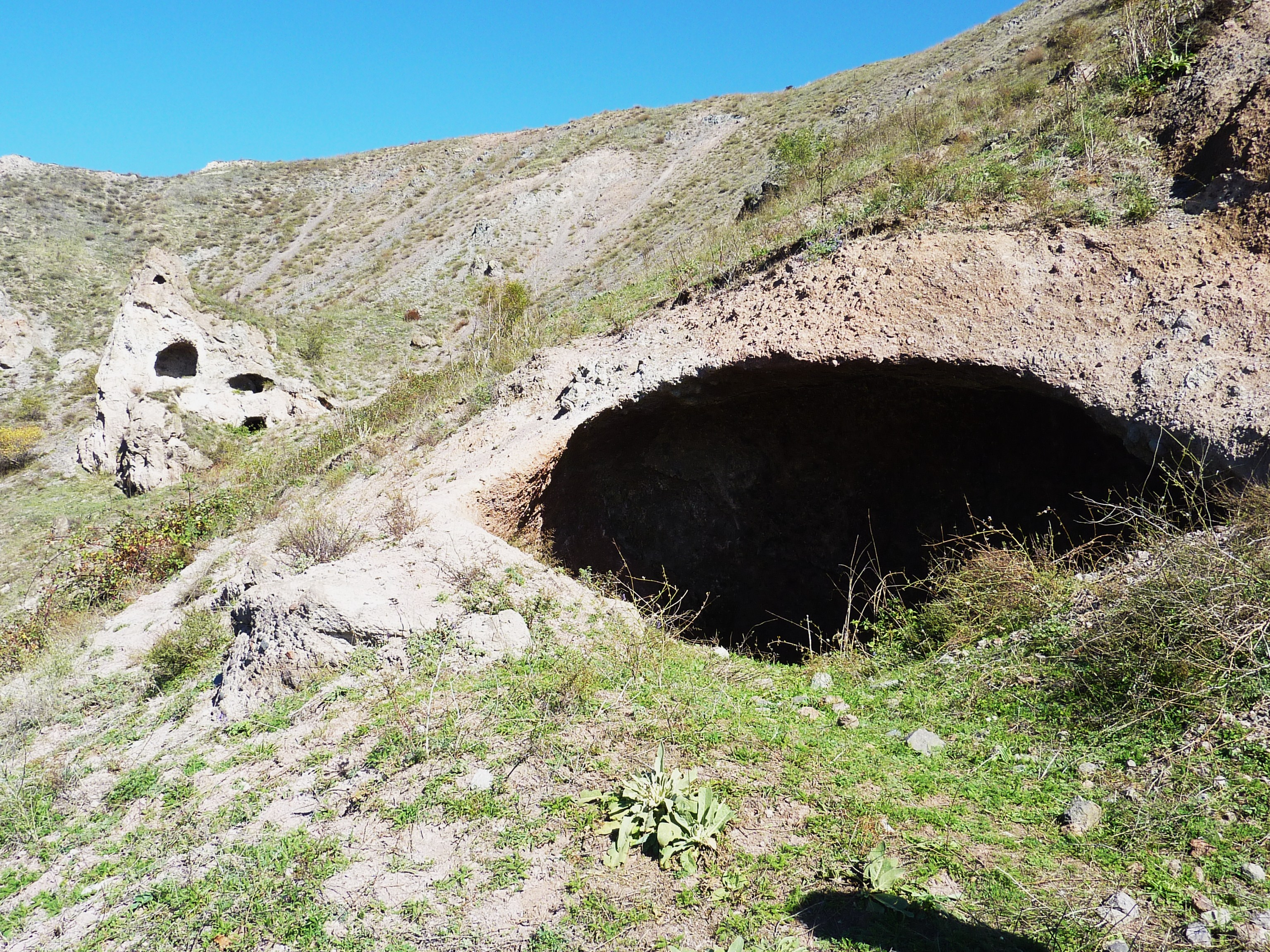
Ancien habitat troglodytique à Khndzoresk

### Hydrographie

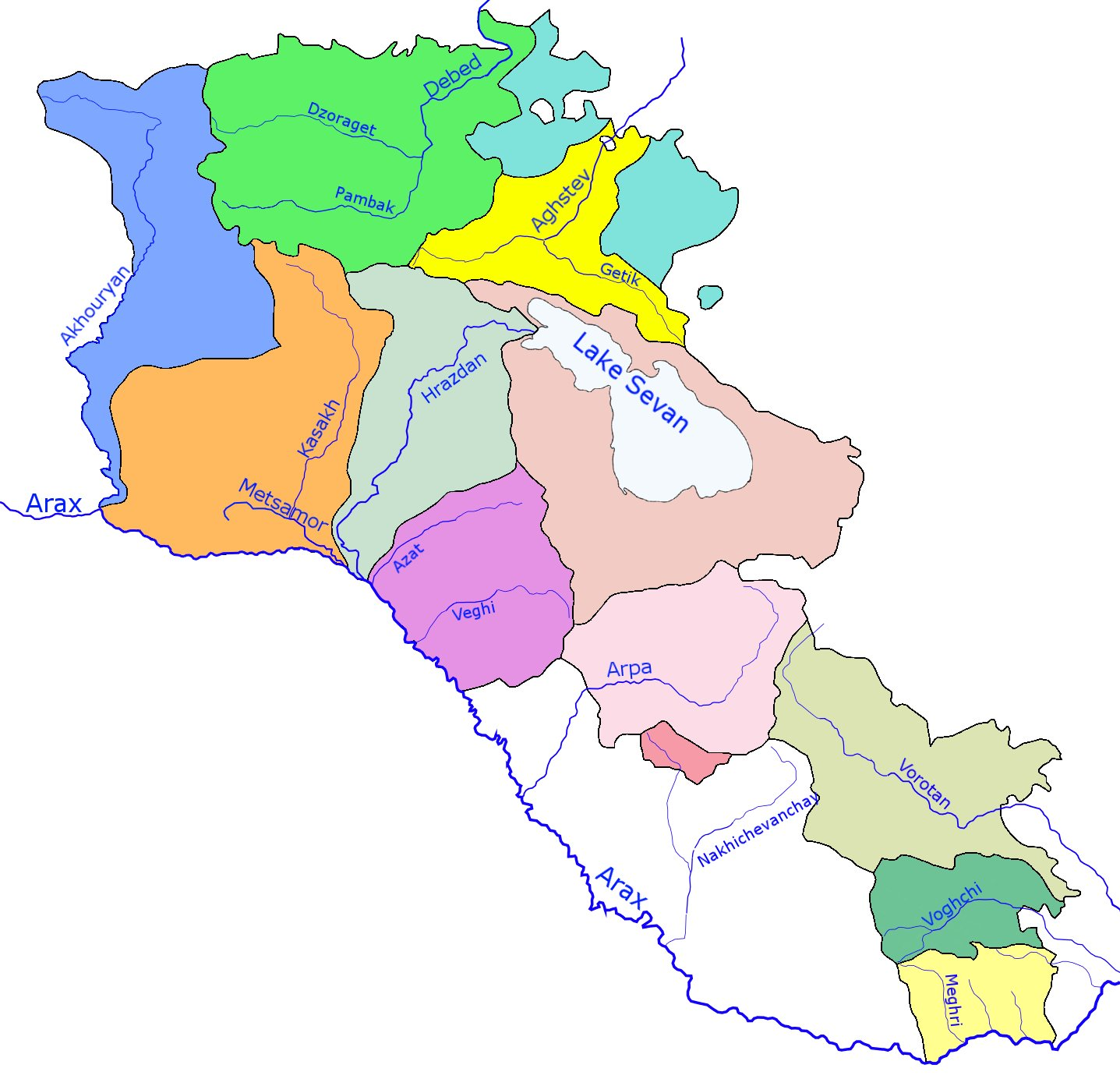
Carte hydrographique.

L'Arménie compte plus de 200 cours d'eau et une centaine de lacs.
Le plus grand cours d'eau d'Arménie est l'Araxe, qui forme la frontière avec l'Iran et une partie de celle avec la Turquie. En Arménie, ses affluents principaux sont l'Akhourian, le Vorotan et la Hrazdan. Au nord-est du pays, les cours d'eau principaux, le Debed et l'Aghstev, sont des tributaires de la Koura.
Le plus grand lac d'Arménie est de loin le lac Sevan, avec ses 1 262,2 km2 ; les autres lacs sont de taille plus modestes : les principaux sont le lac Arpi (22 km2), le lac Sev (2 km2) et le lac Akna (0,8 km2).

### Climat
Le climat arménien est un climat continental, aux hivers froids et aux étés chauds. La température moyenne pour le mois de janvier est de - 11,6 °C, celle pour le mois de juin de 13,5 °C ; la moyenne annuelle des précipitations s'élève à 443 mm.
|                       | Jan. | Fév. | Mars | Avr. | Mai | Juin | Jul. | Août | Sep. | Oct. | Nov. | Déc. | Année |
| T° max (moyenne) [°C] | -2   | 1    | 10   | 19   | 24  | 31   | 34   | 33   | 28   | 21   | 10   | 3    | 17,7  |
| T° min (moyenne) [°C] | -9   | -8   | -1   | 6    | 10  | 14   | 17   | 18   | 13   | 7    | 1    | -3   | 5,4   |
| Précipitations [mm]   | 23   | 25   | 28   | 48   | 53  | 23   | 15   | 8    | 13   | 23   | 31   | 28   | 318   |

Source : BBC Weather

## Géographie humaine

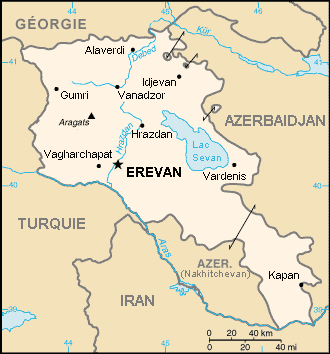
Carte politique.

### Frontières
Les frontières terrestres de l'Arménie totalisent une longueur de 1 254 kilomètres :
- frontière entre l'Arménie et la Turquie : 268 kilomètres ;
- frontière entre l'Arménie et la Géorgie : 164 kilomètres ;
- frontière entre l'Arménie et l'Azerbaïdjan : 787 kilomètres, dont 221 kilomètres avec l'enclave du Nakhitchevan ;
- frontière entre l'Arménie et l'Iran : 35 kilomètres.

Enclaves et exclaves
L’Arménie compte quatre minuscules enclaves azerbaïdjanaises, Barkhudarli, Karki, Ashagi Askipara et Yukhari Askipara, occupées depuis la guerre du Haut-Karabagh par l'Arménie ; il y a par ailleurs une exclave arménienne en Azerbaïdjan, Artsvashen, occupée depuis la guerre du Haut-Karabagh par l'Azerbaïdjan.

### Subdivisions administratives
L'Arménie est divisée en dix régions (marzer, singulier marz) auxquelles s'ajoute la capitale. Dans le tableau ci-dessous, les marz sont classés par ordre décroissant de superficie :
| Marz        | Population | Population (%) | Superficie (km2) | Superficie (%) | Densité  |
| ----------- | ---------- | -------------- | ---------------- | -------------- | -------- |
| Aragatsotn  | 108 000    | 4,4            | 2 753            | 9,3            | 39,23    |
| Ararat      | 277 600    | 8,6            | 2 096            | 7,0            | 132,44   |
| Armavir     | 282 600    | 8,7            | 1 242            | 4,2            | 227,54   |
| Gegharkunik | 240 900    | 7,4            | 5 348            | 18,0           | 45,04    |
| Kotayk      | 278 800    | 8,6            | 2 089            | 7,0            | 133,46   |
| Lorri       | 281 700    | 8,7            | 3 789            | 12,7           | 74,35    |
| Shirak      | 281 300    | 8,7            | 2 681            | 9,0            | 104,92   |
| Syunik      | 152 900    | 4,7            | 4 506            | 15,1           | 33,93    |
| Tavush      | 134 100    | 4,2            | 2 704            | 9,1            | 49,59    |
| Vayots Dzor | 55 800     | 1,7            | 2 308            | 7,8            | 24,18    |
| Erevan      | 1 111 300  | 34,3           | 227              | 0,8            | 4 895,59 |

Ces régions sont divisées en 926 communautés (48 communautés urbaines et 865 communautés rurales), à leur tour subdivisées en mille localités.

### Démographie

Évolution de la population depuis 1949.

Après de nombreuses années de régression, la population arménienne s'est stabilisée et, d'après les chiffres publiés début 2009, recommence à augmenter. Au 1er janvier 2009, l'Arménie comptait 3 238 000 habitants, dont 1 164 600 vivent en zone rurale et 2 073 400 zone urbaine (1 111 300 rien qu'à Erevan).
À la même date, la répartition des âges y est la suivante :
- 0-14 ans : 18,6 % (319 100 hommes, 282 100 femmes) ;
- 15-64 ans : 71 % (1 115 500 hommes, 1 183 200 femmes) ;
- + 65 ans : 10,4 % (133 700 hommes, 204 400 femmes).

L'espérance de vie totale est de 73,8 ans (hommes : 70,4 ans, femmes : 76,9 ans).
Le taux de variation de la population est de 4,2 ‰. En particulier :
- Taux de natalité : 12,7 ‰ ;
- Taux de mortalité : 8,5 ‰ ;
- Taux de mortalité infantile totale : 10,8 ‰ ;
- Taux de migration : - 1,8 ‰.